# Utxiat
Utxiat est une ancienne commune française du département des Pyrénées-Atlantiques. Entre 1790 et 1794, la commune est réunie avec Cibits, village lui-même réuni avec Larceveau et Arros pour former la commune de Larceveau-Arros-Cibits en 1842.

## Géographie
Utxiat fait partie du pays d'Ostabarret, dans la province basque de Basse-Navarre.

## Toponymie
Le toponyme Utxiat apparaît sous les formes 
sancta maria de utzuat (1160),
Uxiat (1227, Gall. christ, instrumentation de Bayonne), hospital de içcuat (1350), Itsuat (1392, testament de Pes de Laxague), 
La Magdelene de l'espitau d'Utsiat (1441, notaires de Labastide-Villefranche), 
Uxat (1488, notaires de Pau), 
Uciat (1513,  titres de Pampelune), 
Utziate (1621, Martin Biscay) et 
Utziat (1863, dictionnaire topographique Béarn-Pays basque).
Son nom basque est Utziate.

## Histoire
Paul Raymond note que le titulaire du prieuré d'Utxiat siégeait aux États de Navarre.
Le hameau se compose de quelques maisons, héritières des maisons des donats du prieuré-hôpital Sainte-Madeleine. La route a scindé la formation hospitalière : à l'ouest, la maison prieurale contre laquelle s'adossait l'église romane, le cimetière désaffecté et les ruines du moulin, à l'est, les quatre dernières maisons des donats relevés de leurs vœux à la suppression de l’hôpital en 1784.
Le prieuré-hôpital hébergea dès 1199 les pèlerins. En 1343 il comptait 23 personnes dont sept sœurs et trois femmes de donats. Le chapitre élisait trois frères donats : un hospitalier, un fabricien (réparateur) et un clavier (trésorier). Il répartissait pour l'année la nourriture entre la communauté, les domestiques et les pauvres.
Ces donats étaient souvent les chevilles ouvrières des institutions charitables. Ils étaient des laïcs qui se « donnaient » au Christ par des vœux mineurs : pauvreté, obéissance, chasteté uniquement en cas de veuvage.

## Pour approfondir